# Camp Blood
Camp Blood es una película slasher directo a vídeo de 1999 escrita y dirigida por Brad Sykes. Fue seguido por tres secuelas: Camp Blood 2 en el año 2000, Within the Woods en 2005 y Camp Blood: First Slaughter en 2014  (que a veces se comercializa como Camp Blood 3 a pesar de que Within the Woods es la tercera entrega).

## Argumento
Una guía y un turista están observando las aves en las sombras del Campamento Blackwood y comienzan a tener relaciones sexuales. De repente, un hombre con una máscara de payaso aparece y los asesina brutalmente con un machete.
La historia entonces se centra en cuatro campistas que están planeando un viaje al Campamento Blackwood. En el camino, se encuentran con el alocado Bromley Thatcher quien les advierte sobre un hombre que habita en el bosque. El grupo de todas maneras se dirige al campamento Blackwood, ahora conocido como 'Camp Blood'.
En el bosque, se encuentran con su guía, una lesbiana conocida como 'Harris'. Después de pasar el día haciendo tareas domésticas tales como la recolección de leña y la instalación del campamento, el grupo se asienta en sus respectivas carpas. El grupo despierta en la mañana para encontrar el cadáver quemado de Harris en la fogata (aparentemente asesinada por el payaso asesino). La mayor parte de la trama gira en torno a continuación, al payaso persiguiendo los distintos campistas a través del bosque y asesinando brutalmente a todos ellos, a excepción de Tricia, que logra huir del payaso.
Al tratar de escapar del payaso asesino, Tricia corre hacia el automóvil de su difunto novio cuando se encuentra con Thatcher, quien intenta ayudar al payaso a dificultar la huida de Tricia. En el forcejeo, Tricia mata a Thatcher con el machete del payaso, y entra en el auto y atropella al payaso, quien revela ser Harris. Mientras Tricia se aleja, el payaso aparece en el asiento trasero y estrangula a Tricia hasta dejarla inconsciente.
Cuando Tricia recupera la conciencia, ella está en un instituto mental. Después de poner a Tricia una inyección, los doctores salen de la habitación cuando alucina al payaso entrar a su habitación.

## Reparto
- Jennifer Ritchkoff - Tricia Young
- Michael Taylor - Steven Jessup/Doctor West
- Tim Young - Jason Helman/Detective Hamlet
- Bethany Zolt - Nicole Starrit/enfermera
- Courtney Taylor - Harris Stanley
- Joseph Haggerty - Bromley Thatcher
- Merideth O'Brien - Sally Brennan
- Vinnie Bilancio - Victor Cunningham
- Ron Ford - Gus Franko
- Tim Sullivan - George Guffy
- Ivonne Armant - Mary Lou Maloney
- Randy Rice - Nathan Cogg (novio de Mary Lou)
- Shemp Moseley - El payaso